# Спенсер, Чарльз, 3-й герцог Мальборо
Сэр Чарльз Спенсер (22 ноября 1706 — 20 октября 1758) — британский аристократ, военный и политик из рода Спенсеров, 5-й граф Сандерленд (1729—1758) и 3-й герцог Мальборо (1733—1758), лорд-стюард (1749—1755) и лорд-хранитель малой печати (1755), лорд-лейтенант Бакингемшира (1739—1758) и Оксфордшира (1739—1758), главный генерал артиллерийско-технической службы (1755—1758).

## Ранняя жизнь
Второй сын Чарльза Спенсера (1675—1722), 3-го графа Сандерленда (1702—1722), и леди Анны Черчилль (1683—1716), дочери Джона Черчилля, 1-го герцога Мальборо, и Сары Дженнигс, герцогини Мальборо.
27 ноября 1729 года после смерти своего бездетного старшего брата Роберта Спенсера (1701—1729), 4-го графа Сандерленда (1722—1729), Чарльз Спенсер унаследовал титул графа Сандерленда.
В 1733 году после смерти своей тетки Генриетты Годольфин, 2-й герцогини Мальборо (1722—1733), Чарльз Спенсер унаследовал титул герцога Мальборо и стал членом Палаты лордов.
Он был одним из первых губернаторов Лондонского воспитательного дома.
Полковник королевского драгунского полка (с 1 сентября 1739—1740), капитан и полковник королевской кавалерийской гвардии (с 6 мая 1740—1742), полковник Колдримского кавалерийского полка (с 20 февраля 1742—1744).

## Семилетняя война
В 1758 году герцог Мальборо возглавил английский рейд на французский город-порт Сен-Мало. После взятия Эмдена он возглавил экспедиционный корпус Великобритании в Ганновере, но в том же году, передав командование Джону Маннерсу, маркизу Грэнби скончался.

## Жена и дети
23 мая 1732 года он женился на Элизабет Тревор (ок. 1713 — 7 октября 1761), дочери Томаса Тревора, 2-го барона Тревора (ок. 1692—1753) и Элизабет Баррелл (1696—1734). У них было пятеро детей:
- Леди Диана Спенсер (1734 — 1 августа 1808), 1-й муж с 8 сентября 1757 года Фредерик Сент-Джон, 2-й Виконт Болингброк (1732—1787), с которым развелась 10 марта 1768 года. 12 марта 1768 года вторично вышла замуж за Топхема Боклерка (1739—1780)
- Леди Элизабет Спенсер (февраль/март 1737 — 30 апреля 1831), муж с 12 марта 1756 года Генри Герберт, 10-й граф Пембрук
- Джордж Спенсер, 4-й герцог Мальборо (26 января 1739 — 29 января 1817)
- Лорд Чарльз Спенсер (31 марта 1740 — 16 июня 1820)
- Лорд Роберт Спенсер (3 мая 1747 — 23 июня 1831)

## Титулы
- 22 ноября 1706 — 15 сентября 1729 — Достопочтенный Чарльз Спенсер
- 15 сентября 1729 — 24 октября 1733 — Достопочтимый граф Сандерленд
- 24 октября 1733 — 20 октября 1758 — Его Светлость Герцог Мальборо